# Willem van Bemmel

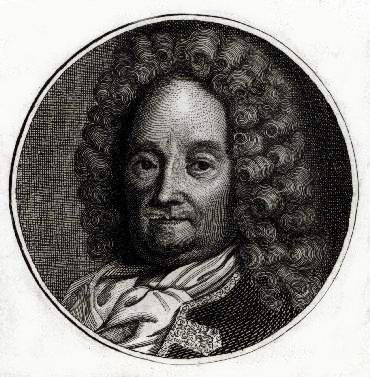
Willem van Bemmel
Kupferstich von Christoph Wilhelm Bock

Willem Gerritsz. van (Wilhelm von) Bemmel (* 10. Juni 1630 in Utrecht; † 20. Dezember 1708 in Nürnberg) war ein aus Holland stammender, in Deutschland und Italien wirkender Maler. Seine Familie ist seit dem 15. Jahrhundert in Utrecht nachweisbar und hatte mehrere militärische Ehrenämter inne. Willems Bruder Jacob Gerritsz. van Bemmel wurde ebenfalls Maler (Genre, Landschaften). Willem van Bemmel war der Stammvater der Künstlerfamilie Bemmel im Nürnberger Raum.
Bemmel war vermutlich erst um 1650–54 Schüler des Landschaftsmalers Herman Saftleven in Utrecht. Die Quellenlage ist spärlich und die Biografen in der Nachfolge des Joachim von Sandrart (1675/1683) sind sich beim Lebenslauf bis 1660 uneins. Ob er um 1647 eine erste Italienreise zum Sprachenstudium unternahm oder ob er zuerst bei einem unbekannten Maler in die Lehre ging, bleibt offen. Doch wie das 1650 signierte und datierte „Kirchdorf“ (Stockholm) deuten auch die anderen Gemälde und Zeichnungen des Frühwerks nicht auf Italien. 1653 arbeitet Bemmel für den Landgrafen von Hessen-Rotenfels, der St. Goar am Rhein zu seiner Residenz ausbaute. Dort waren auch Theodor und Johann Heinrich Roos tätig. 1654 veröffentlichte Bemmel eine Grafikfolge zu Bäumen, die aber bereits früher entstanden sein kann und auf Saftleven als Lehrer verweist. 1656 wird er von seinem Urenkel als in Deutschland lebend bezeichnet. Ein undatiertes Skizzenbuch in Oberlin (U.S.A.) belegt eine Italienreise, die stilistisch auf eine Entwicklung in den folgenden Jahren, circa 1656–1660, deutet. Aufenthaltsorte sind Rom, Velletri, Tivoli. Die Biografen nennen noch Venedig und Neapel sowie einen Aufenthalt in England.
1662 ließ sich Bemmel, nach einem kurzen Aufenthalt in Augsburg, endgültig in Nürnberg nieder und schloss dort bald Freundschaft mit den Kollegen Johann Franz Ermels und Johann Philipp Lemke. Wahrscheinlich wurde Bemmel an der dort im selben Jahr gegründeten Kunstakademie unter Leitung von Jacob von Sandrart Dozent. Joachim von Sandrart rühmt in seiner Teutschen Academie der edlen Bau-, Bild und Malereikünste (1675) Bemmels Vorzüge als Landschaftsmaler.
Bemmel hatte viele Schüler, wobei nicht sicher ist, ob dies seiner Lehrtätigkeit an der Akademie oder seinem Atelier zuzuschreiben ist. Seine wichtigsten Schüler waren wohl seine Söhne Johann Georg und Peter; aber auch Ermels
ist hier zu nennen.
Im Alter von 78 Jahren starb der Maler Willem van Bemmel am 20. Dezember 1708 in Wöhrd bei Nürnberg.
Bemmels künstlerisches Werk besticht vor allem durch seine Landschaften, ein Sujet, das er immer wieder variierte. Bemmels Werke lassen erkennen, dass der Künstler akademische Regeln aufstellte und gekonnt mit dem Wechsel von Licht und Schatten Spannungen erzeugen konnte. Sein Frühwerk war noch der Darstellung von Naturerscheinungen wie Licht, Schatten, Spiegelungen und den Aggregatzuständen des Wassers (Dunst, Gischt etc.) der so genannten Italianisanten verhaftet. Er entwickelt mit den Regenschauern und Sturmlandschaften hier Neues und setzt in den Pendants Stimmungskontraste. Seine pastoralen Landschaften sind wie die von Ermels und Roos im Zusammenhang zur Nürnberger Hirtenpoetik des „Pegnesichen Blumenordens“ zu sehen, mit dessen Leiter, Sigmund von Birken, Bemmel eng befreundet war. Später folgt er kurz Dughet, dann kommt es im Spätwerk zu einer geistreichen Auseinandersetzung mit Gebirgswelten und Motiven der Welt des Unterirdischen, worin sich Orientalen tummeln. Insbesondere sein konsequent beibehaltener Bildentwurf einer durchgängigen Tiefenraumlandschaft, die den Betrachter zu einem Überschauenden macht, wurde schon zu Lebzeiten von Schülern übernommen und lange nachgeahmt. Bemmels Werke sind in allen großen deutschen Museen vertreten.